# Бурычки
Бурычки — деревня в Колпнянском районе Орловской области России. Входит в состав Ярищенского сельского поселения. Малая родина Ивана Фёдоровича Бородина (1925—1945), Героя Советского Союза (1945).

## География
Деревня находится в юго-восточной части Орловской области, в лесостепной зоне, в пределах центральной части Среднерусской возвышенности, на левом берегу реки Фошни, на расстоянии примерно 15 километров (по прямой) к востоку-северо-востоку (ENE) от посёлка городского типа Колпны, административного центра района.
Климат характеризуется как умеренно континентальный. Средняя температура января −8,5 °C, средняя температура июля +18,5 °C. Годовое количество осадков 500—550 мм. Среднегодовая температура воздуха составляет +4,6 °C.
Часовой пояс
Деревня Бурычки, как и вся Орловская область, находится в часовой зоне МСК (московское время). Смещение применяемого времени относительно UTC составляет +3:00.

## Население
| 2010 |
| ---- |
| 1    |

Национальный состав
Согласно результатам переписи 2002 года, в национальной структуре населения русские составляли 100 % из 6 чел.